# Pleven Panorama

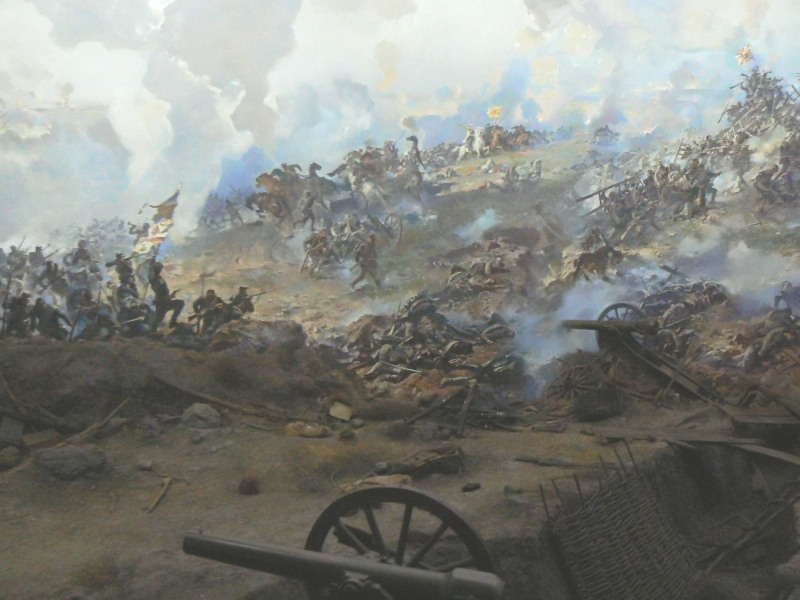
Detalj av målningen

Pleven Panorama, eller Pleven Epopee 1877,  är en cykloramamålning, som målades av ryska och bulgariska konstnärer, och som visar händelser under rysk-turkiska kriget, särskilt den fem månader långa belägringen av Pleven 1877. Det visas i Pleven i Bulgarien.
Pleven Panorama målades av elva ryska och två bulgariska konstnärer och invigdes 1977. Målningen visas i en byggnad, som ritades av de bulgariska arkitekterna Plamen Tsatchev och Ivo Petrov. 

## Bildgalleri

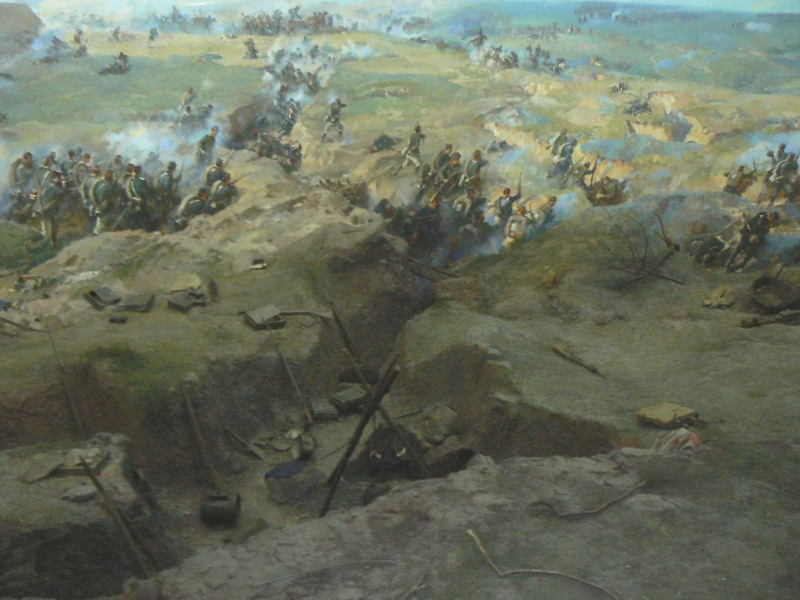
Detalj
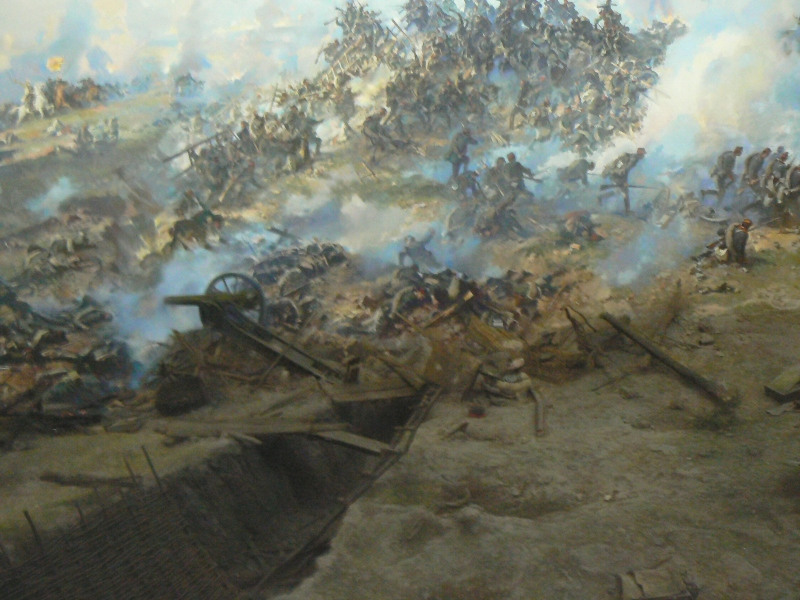
Detalj
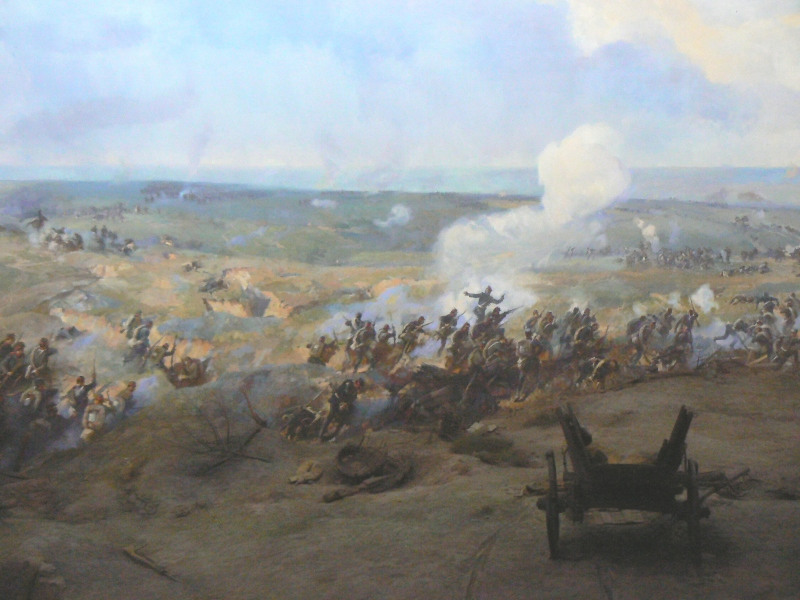
Detalj